# Trilogy of Error
Trilogia do Erro (em inglês:  Trilogy of Error) é o décimo oitavo (18) episódio da décima segunda temporada (o episódio de nº 266), da série animada de televisão americana Os Simpsons. Foi originalmente transmitida em 29 de abril de 2001 pela Fox Broadcasting Company. No episódio, Homer corre para o hospital tentando juntar seu polegar cortado, Lisa corre para a escola para ganhar a feira de ciências, e Bart arruma um esquema ilegal de fogos de artifício junto com Milhouse, cada evento é ligado, porém de um ponto de vista diferente.
O episódio, intitulado originalmente "Go, Simpsons, Go", foi dirigido por Mike B. Anderson a partir de um roteiro de Matt Selman, o seu crédito da escrita segundo da temporada. Frankie Muniz de O Agente Teen convidado-estrela como Thelonious, enquanto Joe Mantegna reprisa seu papel como personagem recorrente Tony Gordo. "Trilogia do Erro" é uma paródia dos filmes Go e Run Lola Run, e imita a música e piadas de ambos. O episódio tem recebido críticas positivas e foi nomeado o melhor episódio da 12ª temporada pela IGN.